# Louis-Joliette
Louis-Joliette est une ancienne municipalité du Québec, située dans le comté de Dorchester dans la province de Québec au Canada. Elle a existé de 1926 à 1977, et son territoire est aujourd'hui inclus dans la municipalité de Sainte-Claire.

## Chronologie
- 3 mars 1926 : Érection de la municipalité de Louis-Joliette de la scission de la municipalité de paroisse de Sainte-Claire[1].
- 1er octobre 1977 : Fusion de la municipalité de Louis-Joliette et de la municipalité de paroisse de Sainte-Claire pour former la municipalité de Sainte-Claire[2].

## Démographie
| 1931 | 1941 | 1951 | 1956 | 1961 | 1966 | 1971 | 1976 |
| ---- | ---- | ---- | ---- | ---- | ---- | ---- | ---- |
| 670  | 759  | 707  | 607  | 626  | 579  | 558  | 548  |